# فيلي كينت
فيلي كينت (بالإنجليزية: Willie Kent)‏ هو مغني أمريكي، ولد في 24 فبراير 1936، وتوفي في 2 مارس 2006 بسبب سرطان القولون.

## وصلات خارجية
- فيلي كينت على موقع ميوزك برينز (الإنجليزية)
- فيلي كينت على موقع ديسكوغز (الإنجليزية)